# Павино (Сахалинская область)
Павино — село в Холмском городском округе Сахалинской области России, в 26 км от районного центра.
Находится на берегу реки Костромы.

## История
До 1945 года принадлежало японскому губернаторству Карафуто и называлось Нидзюсанго (яп. 二十三号). После передачи Южного Сахалина СССР село получило современное название — по предложению переселенцев из села Петропавловки Павинского района Костромской области.

## Население
| 2002 | 2010 | 2013 | 2021 |
| ---- | ---- | ---- | ---- |
| 19   | ↗37  | ↘35  | ↘2   |

По переписи 2002 года население — 19 человек (12 мужчин, 7 женщин). Преобладающая национальность — русские (84 %).